# Iraklidi
Iraklidi (in greco Ηρακλείδες?) è un ex comune della Grecia nella periferia dell'Egeo Meridionale (unità periferica di Coo) con 6 963 abitanti secondo i dati del censimento 2001.
È stato soppresso a seguito della riforma amministrativa, detta Programma Callicrate, in vigore dal gennaio 2011 ed è ora compreso nel comune di Coo.